# Laxpojo
Laxpojo [lákspo:jo] (fi. Laakspohja) är en by och en egendom i Lojo stad i det finländska landskapet Nyland.

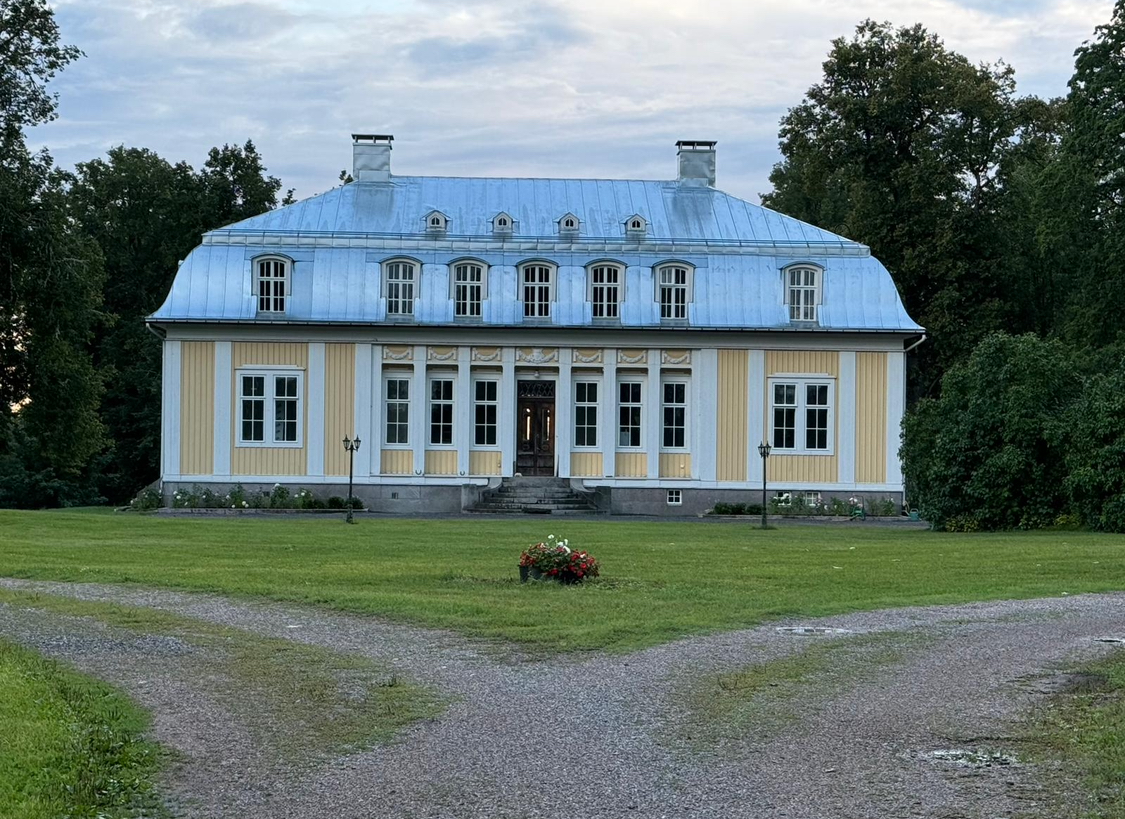
Laxpojo gårds huvudbyggnad på sommaren 2024.

## Laxpojo gård

Laxpojo gårds huvudbyggnad på 1920-talet.

Laxpojo gård är belägen vid viken med samma namn. Gården bildades under Gustav Vasas tid år 1556 som en stor kungsgård, vars fogde härskade över både Lojo och Vichtis. Kungen själv besökte Laxpojo på 1550-talet. Laxpojo gård tillhörde kronan mellan 1556-1559 och därefter var gården i Hertig Johans ägo (1550-1562) och riksråd Nils Boijes ägo år 1563. Laxpojo har sedermera tillhört flera adliga ätter. Magnus Linder och hans arvingar ägde Laxpojo mellan 1846 och 1906. Från och med 1911 har Laxpojo gård ägds av Max H. van Gilse van der Pals och hans arvingar.
En lång ekallé leder till herrgården. Allén har funnits i kartor sedan 1683. Största delen av gårdens nuvarande byggnader härstammar från 1910-talet. Huvudbyggnaden i svensk jugendstil har ritats av Valter och Ivar Thomé. Laxpojo gård trädgård har designats av trädgårdsarkitekt Svante Olsson.

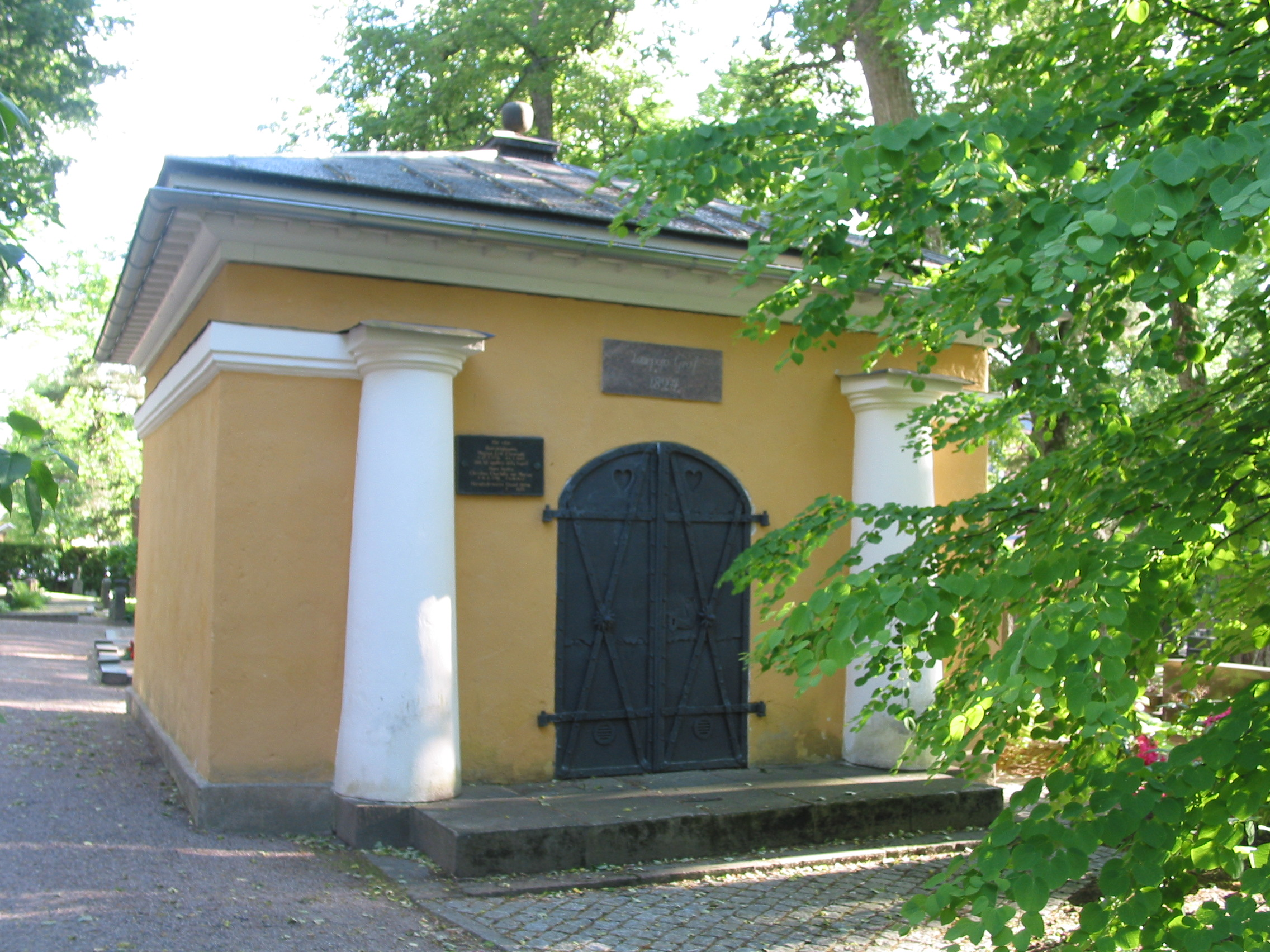
Laxpojo gravkapell på Lojo begravningsplats.

Laxpojo gård är en del av det skyddade, vidsträckta, öppna kyrklandskapet i Lojo. Gården vittnar om banden mellan den världsliga och den kyrkliga makten på medeltiden. Laxpojo gårds gravkapell finns invid Lojo S:t Lars kyrka på Lojo begravningsplats.

### Ägarna
- Kronan 1556-1559
- Hertig Johan, 1559-1563
- Nils Boije, 1563
- Ätten Boose, 1569-1680-talet
- Ätten Armfelt, 1700-talet
- Ätten Linder, 1846-1905
- Familjen van Gilse van der Pals, 1911-